# انجمن برق، الکترونیک و فناوری‌های اطلاعات
انجمن برق، الکترونیک و فناوری‌های اطلاعات یا وی‌دی‌ئی (به آلمانی: Verband der Elektrotechnik)، یکی از بزرگترین انجمن‌های علمی-فنی اروپاست که در سال ۱۹۸۳ میلادی بنیان‌گذاری شده و بیش از ۳۵۰۰۰ عضو دارد که ۱۳۰۰ نفر از آن‌ها اعضای شرکت‌ها و نهادها و حدود ۸۰۰۰ دانشجو هستند.
مقر اصلی این مؤسسه کشور آلمان است. بسیاری از ابزارهای برقی امروزی دارای نشان وی‌دی‌ئی هستند که نشانگر مورد تأیید بودن آن‌ها طبق استاندارد وی‌دی‌ئی و پشت سر گذاشتن فرایندهای آزمایشی مربوطه است.

## استانداردها و مقررات
مهمترین مقررات وی‌دی‌ئی در زمینهٔ ایمنی در مهندسی برق به شرح زیر است:
- جریانهای خطرناک
- ولتاژهای خطرناک
- پنج قانون اساسی ایمنی

| گروه | سری استاندارد         | موضوع                       | شرح                                                      |
| ---- | --------------------- | --------------------------- | -------------------------------------------------------- |
| ۰+۱  | DIN-VDE 00xx and 01xx | اصول کلی/ سامانه‌های قدرت    | فرا استانداردها، مهندسی قدرت                             |
| ۲    | DIN-VDE 02xx          | هادی‌های انرژی               | کابلها و خطوط الکتریکی                                   |
| ۳    | DIN-VDE 03xx          | مواد عایق                   | الکترونیک، عایق‌ها و ابررساناها                           |
| ۴    | ‎ DIN-VDE 04xx ‎        | اندازه‌گیری، کنترل، تنظیم    | سامانه‌های نظارت (حسگرهای آتش، حفاظت در برابر تشعشع و...) |
| ۵    | DIN-VDE 05xx          | ماشین‌ها، مبدل‌ها             | باتری‌ها و انباشتگرها، ماشین‌های الکتریکی                  |
| ۶    | DIN-VDE 06xx          | مواد عایق، کلیدزنی          | تأسیسات برقی                                             |
| ۷    | DIN-VDE 07xx          | دستگاه‌ها و ابزارهای کاربردی | ایمنی وسایل خانگی، روشنایی و لامپها، تجهیزات پزشکی       |
| ۸    | مانند ‎ DIN-VDE 0800‎   | فناوری اطلاعات              |                                                          |